# Chiquita Brands International

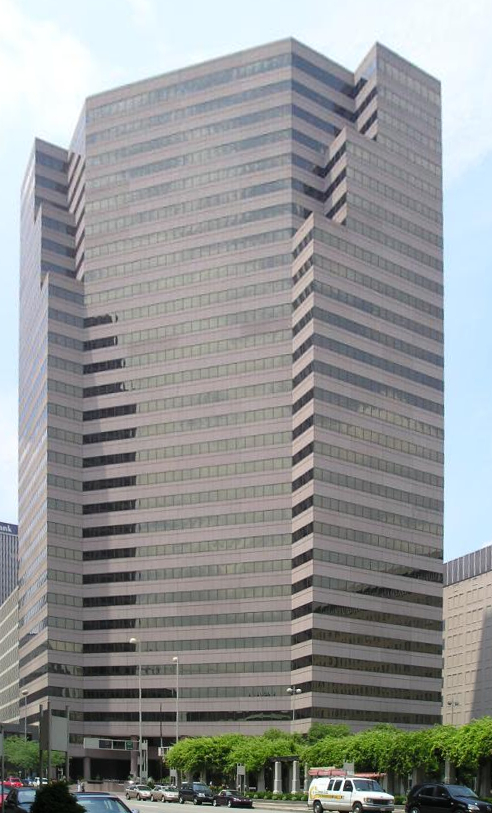
Здание центрального офиса Chiquita в даунтауне Цинциннати

Chiquita Brands International (Чикита Брендс Интернэйшенел) — американский производитель и дистрибьютор бананов и других продуктов питания, выпускаемых под торговыми марками дочерних компаний, известных под общим брендом Chiquita. Штаб-квартира компании расположена в центре города Цинциннати, штат Огайо. Chiquita является преемником United Fruit Company и ведущим дистрибьютором бананов в США. Компания также владеет немецким дистрибьютором продуктов питания Atlanta AG, которого она приобрела в 2003 году. Chiquita ранее контролировались цинциннатенским бизнесменом Карлом Генри Линднером (мл.) (англ. Carl Lindner, Jr.), который потерял контрольный пакет акций в результате банкротства компании 19 марта 2002 года.

## История
Chiquita Brands International — последнее название длинной череды компаний, берущих начало из United Fruit Company, основанной в 1899 году путём слияния компании Boston Fruit Company и различных экспортёров фруктов, контролируемых Минором Купером Кейтом (англ. Minor Cooper Keith). В 1970 году компания, после приобретения Эли Блэком (англ. Eli M. Black), стала называться United Brands. Он выкупил контрольный пакет акций компании. Двумя другими владельцами конгломерата становится Zapata Corporation и Textron.
После самоубийства Блэка в 1975 году главным акционером United Brands стала American Financial Group во главе с Карлом Линднером. В 1984 году инвестор из Цинциннати Карл Линднер-младший стал контролирующим инвестором United Brands.
В 1985 году компания была переименована в Chiquita Brands International.
С 1989 по 1993 год Chiquita увеличила площадь банановых плантаций в Латинской Америке на 32 тыс. акров, для транспортировки урожая было заказано 14 новых морских судов.
Особые надежды Линднер возлагал на рынок Европы. В 1987—1991 годах европейские продажи Chiquita Brands росли в среднем на 8 % в год, более половины всех бананов, производимых компанией, стали продаваться в Европе. Но в 1993 году в ЕС были введены жесткие квоты на поставку бананов, в результате чего доля Chiquita Brands на европейском рынке сократилась вдвое.
Финансовое положение Chiquita Brands ухудшилось, в январе 2001-го было объявлено, что компания больше не в состоянии выплачивать проценты по своим долгам. В ноябре 2001 года она достигла соглашения с кредиторами о реструктуризации своей задолженности.
10 марта 2014 года Chiquita Brands International Inc. согласилась купить ирландскую Fyffes Plc, чтобы создать крупнейшего в мире поставщика фруктов примерно за 403 миллиона евро (559 миллионов долларов). Объединенная компаний называеся ChiquitaFyffes Plc.

## Скандалы
14 марта 2007 года Chiquita Brands была оштрафована на 25 млн долларов в рамках соглашения с Министерством юстиции США по обвинению в связях с колумбийскими военизированными группировками. Согласно судебным документам, в период между 1997 и 2004 годом, сотрудники дочерней компании Chiquita сделали выплат на сумму порядка 1,7 млн долларов группе Объединённых сил самообороны Колумбии (AUC), в обмен на защиту работников по уборке бананов в нестабильной зоне в Колумбии. Подобные платежи также были сделаны Революционным вооружённым силам Колумбии (FARC), а также Армии национального освобождения (ELN) в период с 1989 по 1997 год. Все эти три группы по данным Государственного департамента США находятся в списке иностранных террористических организаций.